# Operacija Anakonda
Operacija Anakonda je bla vojaška operacija, ki so jo med 1. in 18. marcem 2002 v okviru globalne vojne proti terorizmu izvedle vojaške enote ZDA, Kanade, Združenega kraljestva, Avstralije, Nove Zelandije, Danske, Francije, Norveške in Nemčije ob pomoči afganistanskih pripadnikov Severne alianse.

## Ozadje in priprave na operacijo
Ameriške sile za specialne operacije so pred začetkom operacije že več kot mesec dni opazovale zbiranje sovražnikovih sil v dolini Šah-i-kot, jugovzhodno od Gardeza v Afganistanu. V februarju 2002 je poveljstvo ameriških kopenskih sil v Afganistanu, imenovanih Task Force (TF) Mountain, pod poveljstvom generalmajorja Busterja Hagenbecka, zasnovalo klasični vojaški manever vrste »kladivo in nakovalo« s katerim bi uničili to grožnjo. Operacijo so poimenovali Operacija Anakonda.
Ameriške in afganistanske sile v Gardezu bi z zahoda napadle zahodni del doline Šah-i-kot, na katerem naj bi se, po podatkih obveščevalnih sil, nahajalo večje število pripadnikov Al-Kaide. Zavezniki so pričakovali, da bo napad povzročil umik sovražnikovih enot proti vzhodnemu delu doline, kjer bi jih v zasedi čakali vojaki ameriške 10. gorske in 101. zračnodesantne divizije. Rednim silam naj bi pomagale majhne izvidniške enote sil za specialne operacije, ki naj bi bile razporejene na strateških lokacijah, od koder bi imele pregled nad bojiščem. Od tam naj bi usmerjale zračne napade na sovražnikove sile, kar se je v preteklosti že izkazalo za izredno učinkovit način bojevanja proti gverilcem.

## Začetek operacije
1. marca so zavezniki sprožili napad obeh divizij. Pripadniki Al-Kaide pa se niso umaknili s položajev, temveč so se na domiselno utrjeni obrambni črti vkopali in zaustavili napredovanje enot Severne alianse. Preko vrste stez in poti ob južnem robu doline v bližini mesta Marzak, ki so jih Američani poimenovali »podganja linija«, so občasno dobili tudi okrepitve in sčasoma uspeli prisiliti napredujočo vojsko Severne zveze nazaj na izhodiščne položaje v mestu Gardez.
Zaradi slabega vremena in nepričakovanega sovražnikovega odpora, je bil prvi dan na predvidene položaje razmeščen le del sil Task Force Mountain, ki so bile cel dan izpostavljene močnemu sovražnemu minometnemu in ognju iz pehotnega orožja.  Letalski napadi so sicer delno omilili položaj na jugu, kjer so zavezniki vzpostavili helikoptersko pristajališče s kodnim imenom Ginger. Situacija je prisilila generalmajorja Hagenbecka, da je svoje enote prerazporedil na severni del doline Šah-i-kot in napadel iz te smeri.
Ob tem je uvidel tudi, da potrebuje opazovalce tudi na položajih nad »podganjo linijo«. Dodatne opazovalnice je nameraval vzpostaviti tudi v bližini helikopterskega pristajališča Ginger, od koder bi lahko zagotavljali nadzor in usmerjali letalske napade na številne skoncentrirane položaje sovražnikovih enot. Za opazovalne položaje je s svojim štabom izbral tri tisoč metrov visoko, s snegom prekrito goro Takur Gar, ki je ponujala odličen razgled na celotno bojišče. Zavezniki se v tem trenutku niso zavedali, da so pod vrhom gore razporejeni pripadniki Al-Kaide, ki so na dobro prikrite položaje že namestili tudi protiletalske mitraljeze in dokaj močno enoto, sestavljeno iz prekaljenih borcev.

## Boji za Takur Gar
Drugega marca 2002 so se ameriške sile začele pripravljati za vzpostavitev dveh opazovalnic, eno na severu doline in eno na izbrani gori. Dva helikopterja MH-47E Chinook 2. bataljona 160. letalskega polka za specialne operacije naj bi na položaje dostavila dve enoti: en MH-47E, s pozivnim znakom Britev 04, bi eno enoto dostavil na sever, drugi, MH-47E, Britev 03, pa bi na Takur Gar odložil enoto, ki so jo sestavljali pripadniki SEAL in en bojni kontrolor vojnega letalstva, izurjen za usmerjanje letalskih napadov. Pozno ponoči sta helikopterja vzletela iz svoje baze. Približno ob tretji uri zjutraj po lokalnem času se je helikopter Britev 03 približal sedlu pod vrhom gore Takur Gar, kjer naj bi odložil vojake.
Ko se je Britev 03 približeval vrhu gore, so pilota in možje zadaj opazili v snegu sveže sledi, kozje kože kože in druge znake človeške prisotnosti. Preden so lahko prekinili akcijo pa je helikopter zadela mina iz ročnega protioklepnega minometa (RPG). Mina je zadela bok helikopterja in ranila enega člana posadke, krogle iz avtomatskega orožja pa so poškodovale oljne in hidravlične vode. Ob napadu je iz helikopterja padel en ameriški vojak, pilota pa sta uspela z močno poškodovanim helikopterjem zasilno pristati kakih sedem kilometrov severno od gore.
Uradno poročilo navaja, da je iz helikopterja padel višji vodnik Roberts, ki naj bi bil ubit v boju s pripadniki Al-Kaide, kar je sporočila posadka letala AC-130, ki je takoj po sporočilu o izgubi vojaka odletela na kraj. V poročilu je še zapisano, da naj bi na kraj dogodka takoj odletel tudi drugi helikopter (Britev 04), ki je medtem pobral vojake iz zasilno pristalega Chinooka. Novi načrt je predvideval, da bo Britev 04 odložil pripadnike SEAL na kraju, kjer je bil zadet drugi Chinook. Kljub močnemu nasprotnikovemu ognju je Britev 04 uspešno izkrcal šest vojakov, ki so se takoj znašli v navzkrižnem ognju. V bojih, ki so sledili je padel še en pripadnik reševalne ekipe, dva pa sta bila ranjena. Izgube so prisilile američane, da so se umaknili pod ognjeno podporo leteče topnjače  AC-130.
V ameriški bazi je bila v tem času alarmirana triindvajsetčlanska enota rangerjev za takojšnje posredovanje, oblikovana prav za takšne primere, ki je dobila navodila, da se premakne na varno pristajališče v Gardezu, s čimer bi bila bližje boju. Odzivni čas enote je bil 15 minut. Enota se je vkrcala v dva helikopterja MH-47E, s pozivnimi znaki Britev 01 in Britev 02. V helikopter Britev 01 se je vkrcalo 10 rangerjev, en taktični letalski kontrolor, en bojni kontrolor in en padalski reševalec, Britev 02 pa je nosil 10 rangerjev. Cilj je bil izkrcanje na pristajališču nedaleč od kraja, kjer so potekali boji, vendar pa zaradi napak v komunikaciji ukaz o izkrcanju na drugi lokaciji ni prispel do pilotov helikopterjev. Tako sta se oba helikopterja podala na mesto, kjer sta bila zadeta oba prejšnja Chinooka.

### Tretji poskus
Okoli 5.45 po lokalnem času sta Britev 01 in 02 letela proti pristajališču na Takur Garu. Med pristajanjem je mina iz RPG-ja eksplodirala na desni strani enega od helikopterjev, pehotni ogenj pa je prihajal s treh smeri. Pilota sta poskušala prekiniti pristajanje, vendar pa je helikopter dobil preveč poškodb. V medsebojni izmenjavi ognja je padel mitraljezec na desnem boku, vodnik Phil Svitak. Helikopter je strmoglavil z višine treh metrov in trdo pristal na snegu. Med padcem sta bila hudo ranjena oba pilota, en pripadnik reševalne enote pa je bil ubit.
Ob poskusu umika iz uničenega helikopterja so padli še trije ameriški vojaki, pri tem pa so ubili neznano število sovražnikov. Po nekaj poskusih so Rangerji uspeli zasesti nekaj obrambnih položajev in sestaviti skupino za napad na bližnje utrjene položaje Al-Kaide. Na pomoč so poklicali letalstvo, ki je z lasersko vodenimi bombami in topniškim ognjem obstreljevalo bunkerje na pobočju. Do 7. ure zjutraj rangerji niso bili več v nevarnosti in so nekako utrdili svoje položaje ter za helikopterjem oblikovali zbirališče za ranjence.
Po sestrelitvi Britve 01 je bilo Britvi 02 ukazano, naj se umakne na varno območje in počaka nadaljnja navodila. Po vzpostavitvi obrambnih položajev je Britev 02 dostavil drugo polovico enote za takojšnje posredovanje (deset rangerjev in enega seala) na pristajališče, kakih 800 metrov vzhodno in 600 metrov nižje od vrha gore. Ob 10.30 po lokalnem času so dosegli vkopane soborce, s katerimi so takoj začeli pripravljati napad na preostale položaje Talibanov. Za napad je bilo izbranih sedem rangerjev. V nekaj minutah so rangerji zavzeli vrh in pri tem ubili več borcev Al Kajde. Takoj so začeli utrjevati svoje položaje na vrhu gore, ki se je poveljniku voda zdel varnejši za ranjence in je zagotavljal lažjo obrambo. Na te položaje so začeli evakuirati ranjence.

### Zadnja žrtev in evakuacija
Med premikanjem ranjencev so na izpostavljene vojake začeli spet streljati, pri čemer sta bila ranjena dva pripadnika Rangerjev, od katerih je eden podlegel ranam. V naslednjih urah so bili Američani še naprej deležni občasnega ostrostrelskega in minometnega ognja, okoli 20.15 po lokalnem času pa so štirje helikopterji iz ameriškega 160. letalskega polka za specialne operacije pobrali in odpeljali rangerje z vrha Takur Gara in seale s pobočja nižje.

## Boji na severu
Istočasno je na severu helikopterski desant, ki ga je izvedla 101. zračnodesantna divizija ob podpori 10. gorske divizije doživel podobno usodo. Enote, ki naj bi preprečile sovražniku umik v Pakistan, so naletele na močan odpor. Tako so helikopterji uspeli izkrcati le eno četo 10. gorske divizije. 86 vojakov se je znašlo v obroču, iz katerega se jim je uspelo rešiti šele po 24. urah. Pri obrambi jim je pomagalo nekaj helikopterjev AH-64 Apache, topnjače AC-130 ter strateški bombniki Boeing B-52 Stratofortress. V bojih je bilo po uradnih podatkih ranjenih 28 ameriških vojakov.
Na drugi strani doline so bile enote 101. divizije zapletene v boje mož na moža, tako, da podpora strateških bombnikov ni prišla v poštev. Neposredno podporo je tako izvajalo le pet helikopterjev Apache, ki so bili vsi poškodovani v bojih, ki so sledili.

## Zaključek operacije
18. marca so zavezniške sile objavile popolno zmago nad Al-Kaido in Talibani. Operacija naj bi poleg 8 mrtvih in 82 ranjenih pripadnikov zavezniških sil, terjala še življenja nenavedenega števila pripadnikov Severnega zavezništva ter vsaj 14 civilnih žrtev. Po ocenah naj bi na nasprotni strani padlo okoli 500 pripadnikov Talibanov in Al-Kaide, neznano število pa naj bi se jih umaknilo preko meje v Pakistan.